# 妄想性障害
妄想性障害（もうそうせいしょうがい、英語: Delusional Disorder）とは、持続した妄想が続く精神病性の精神障害である。
診断においては、奇異でない妄想が最低1か月続き、かつそれが他の精神疾患によらないことが求められる。統合失調症の場合妄想の他に幻覚、支離滅裂な言動、陰性症状（意欲低下や引きこもりなど）を引き起こすが、妄想性障害の場合は主症状として妄想のみが現れる。
有病率は、米国では0.2-0.3%ほど。平均発症年齢は40代前後だが、幅広い年齢に分布する。統合失調症の1%前後と比べて稀な障害である。 統合失調症よりも本人が病識を持つことは難しく、またある程度社会機能が保たれているため病院を受診しないというケースも少なくない。

## 定義
精神医学的障害の一種である。

## 症状
症状として現れる妄想は以下のうちいずれかである。
- 被害型（persecutory） - 証拠がないのに、騙されている、嫌がらせを受けている、毒を盛られているなどの被害妄想が出現する[1]。実際に被害を受けている可能性もあるので慎重な対処が必要。対処方法については、「被害妄想#治療」を参照。
- 被愛型 （erotomanic）- エロトマニア（被愛妄想）が現れ、根拠もなく特定の人物に愛されていると思い込み、対象の人物に接触しようとする[1]。悪化すればストーカー行為を行う場合もある。
- 誇大型（grandiose） - 自己の才能を過信し、秀でたところや実績がなくても大物ぶった誇大的な態度（誇大妄想）をとる[1]。精神病性障害以外では双極性障害や自己愛性パーソナリティ障害で見られる。
- 嫉妬型（jealous）- 配偶者や恋人が不貞行為を行っているのではないかという嫉妬妄想が出現する[1]。
- 身体型（somatic） -  自分が寄生虫に感染している、悪臭を放っている、醜くて他者に迷惑をかけているなどの身体的疾患があると思い込む[1]。強迫性障害や身体醜形障害との鑑別が必要である。
- 混合型（mixed） -  複数の妄想があるがいずれも優位なものがない場合につける[1]。
- 特定不能型（unspecified） - どれにも当てはまらない妄想の場合[1]。

司法精神医学においてパーソナリティ障害は原則的に責任能力が認められており、精神病性の障害ほど現状認識能力は失われていないとされる。

## 診断
DSM-5ではこれらを満たしていることを条件とする。

A. 1つ（またはそれ以上）の妄想が1ヶ月間またはそれ以上存在する。

B. 統合失調症ではないこと。

C. 妄想またはそれから波及する影響を除けば、機能は著しく制限されておらず、奇怪な言動は見られない。

D. 気分障害の兆候は見られない、もしくはあっても妄想の持続期間に比べて短い。

E. 物質関連障害や他の身体・精神疾患ではうまく説明できないこと。

上記で提示された精神疾患以外では妄想性パーソナリティ障害や統合失調型パーソナリティ障害と類似する。これらは漠然とした妄想的観念を持つが確固とした妄想症状は現れない。また診断基準に精神病性の障害でないことを診断の条件とする。

## 治療
治療においては医師との信頼関係を築くことを行い、妄想に患者がのめりこまないようにする。
薬物療法は統合失調症に準じ抗精神病薬が使われることもある。
具体的な治療法については、「統合失調症#治療」も参照。